# Faridpur
Faridpur là một thị xã và là một nagar panchayat của quận Bareilly thuộc bang Uttar Pradesh, Ấn Độ.

## Địa lý
Faridpur có vị trí 28°13′B 79°33′Đ / 28,22°B 79,55°Đ Nó có độ cao trung bình là 160 mét (524 feet).

## Nhân khẩu
Theo điều tra dân số năm 2001 của Ấn Độ, Faridpur có dân số 6753 người. Phái nam chiếm 52% tổng số dân và phái nữ chiếm 48%. Faridpur có tỷ lệ 26% biết đọc biết viết, thấp hơn tỷ lệ trung bình toàn quốc là 59,5%: tỷ lệ cho phái nam là 37%, và tỷ lệ cho phái nữ là 14%. Tại Faridpur, 20% dân số nhỏ hơn 6 tuổi.